# Lone Wolf and Cub
Lone Wolf and Cub (子連れ狼?, Kozure ōkami) è un manga di tipo gekiga creato dallo scrittore Kazuo Koike e dal disegnatore Gōseki Kojima. L'opera è stata pubblicata a puntate sulla rivista giapponese Weekly Manga Action della casa editrice Futabasha da settembre 1970 ad aprile 1976, ed è stata in seguito raccolta in 28 volumi tankōbon.
Ambientato nel Giappone del periodo Edo, ricreato con cura, dettaglio e realismo nella sua violenza e tragicità, il fumetto narra la storia di Ogami Itto, un samurai decaduto in cerca di vendetta che si muove su campi di battaglia e tra incarichi di assassino sempre accompagnato dal suo figlio infante Daigoro.
L'opera ha generato svariati adattamenti: una serie di sei film interpretati da Tomisaburō Wakayama, quattro opere teatrali, due serie televisive, oltre che di un videogioco. È inoltre considerato uno dei manga più influenti della storia e ha ispirato numerosi artisti e opere in patria e in Occidente.

## Trama
Lone Wolf and Cub racconta le gesta di Ogami Itto, ex kogi kaishakunin (l'assistente al seppuku per i condannati dallo shōgun) che utilizza una spada dōtanuki. A causa di una falsa accusa, perde l'onore e la sua famiglia viene assassinata dal clan Yagyū. Da allora vagherà in cerca di vendetta prendendo la via dell'assassinio, diventando un sicario a pagamento. In tutte le sue battaglie si porta dietro il figlio Daigoro, ancora di pochi anni che più di una volta si è dimostrato fondamentale per la riuscita di una missione. 

## Personaggi
- Ogami Ittō:Protagonista, noto come il "Lupo Solitario". È un ex kaishakunin (boia ufficiale dello shogun), maestro di spada della scuola Suio-ryū. Freddo, stoico e letale, Ogami è un uomo d'onore spinto dalla vendetta dopo che la sua famiglia è stata distrutta da un complotto ordito dal clan Yagyū. Viaggia con il figlio Daigorō, usando il suo carretto come arma e copertura. È un guerriero formidabile, strategico e profondamente legato al codice del bushidō, ma il suo amore per il figlio rivela il suo lato umano. Ha l'obbiettivo di vendicare la morte della moglie Azami e distruggere il clan Yagyū, che lo ha incastrato facendolo cadere in disgrazia. Ritiene che lui e suo figlio percorrono la strada dell'inferno e che hanno accettato entrambi la via del sangue se vincere o perdere fino alla riuscita della loro missione.

- Daigorō:Il "Cucciolo", figlio di Ogami Ittō, di circa 3-4 anni. Un bambino silenzioso, coraggioso e straordinariamente resiliente. Nonostante la giovane età, mostra una forza d'animo eccezionale, accompagnando il padre in un viaggio pericoloso. Daigorō affronta situazioni estreme – come viaggi estenuanti, freddo, fame e pericoli costanti – senza mai lamentarsi. La sua capacità di sopportare le difficoltà del "sentiero del demone" (il cammino di vendetta scelto dal padre) è straordinaria. Ad esempio, rimane calmo anche quando è esposto a situazioni di pericolo mortale, come attacchi di ninja o imboscate. Dimostra una fedeltà assoluta al padre , non solo come figlio, ma come compagno di viaggio. Un episodio iconico che sottolinea la sua forza morale è il momento della "scelta" all'inizio della storia: quando Ogami pone il piccolo Daigorō di fronte a una spada e una palla, lasciandogli decidere se vivere come samurai (la spada) o come bambino normale (la palla), Daigorō sceglie la spada, simbolizzando il suo impegno a seguire il padre, anche a costo della vita. Nonostante l'età, Daigorō non si comporta mai in modo impulsivo o capriccioso. La sua calma e il suo autocontrollo riflettono i valori del bushidō, come se avesse interiorizzato il codice d'onore del padre. Daigorō ha dimostrato varie volte un lato umano e altruista, aiutando varie persone nei suoi viaggi. Essendo cresciuto in un mondo di sangue e violenza, Daigorō riesce a dormire tra i cadaveri senza battere ciglio. Osserva impassibile gli scontri del padre mostrando un sorriso freddo, quando i loro nemici vengono uccisi, o messi con le spalle al muro, dimostrando lo spirito del vero samurai. Gli adulti che lo vedono, spesso mostrano ammirazione o timore verso di lui, definendolo un bambino fuori dal normale.

- Yagyū Retsudō:antagonista principale, patriarca del clan Yagyū. Capo della potente famiglia Yagyū, Retsudō è un maestro di spada e un politico astuto, responsabile del complotto che ha distrutto la vita di Ogami Ittō. È un avversario formidabile, non solo per la sua abilità marziale, ma anche per la sua influenza e capacità di manipolazione. La sua ossessione per mantenere il potere del clan lo porta a scontri epici con Ittō, e la loro rivalità è il motore della trama principale. Retsudō incarna il conflitto tra il potere istituzionale e la ribellione individuale di Ittō. La sua ossessione per mantenere il dominio degli Yagyū lo porta a uno stato di paranoia totale, spingendolo a sacrificare i membri della sua famiglia, inclusi i figli, mandandoli contro Ittō in scontri letali, spesso sapendo che non sopravviveranno. Si rivela essere il padre di Ogami Ittō, rendendo Daigorō suo nipote, e la loro rivalità nasce da una rottura familiare dovuta a ideali opposti. Retsudō porta alla rovina l’intera famiglia per i suoi obiettivi. Nel finale, si lascia trafiggere da Daigorō, abbracciandolo e versando lacrime di tristezza, chiamandolo "nipote".

## Pubblicazione
Il manga di Lone Wolf and Cub è stato scritto da Kazuo Koike e disegnato da Gōseki Kojima. L'opera si inserisce nel filone gekiga ed è stata serializzata sulla rivista di seinen manga Weekly Manga Action della casa editrice Futabasha da settembre 1970 ad aprile 1976, per un totale di circa 8400 tavole. In seguito i capitoli sono stati ristampati anche in albi monografici, a partire dall'edizione tankōbon in 28 volumi di 300 pagine ciascuno, edita da maggio 1972 a maggio 1976.
Kazuo Koike ha dato seguito alla storia con Shin kozure ōkami (新・子連れ狼?), un manga sequel di Lone Wolf and Cub disegnato da Hideki Mori, nel quale il protagonista è Daigoro. L'opera è stata serializzata tra il 2003 e il 2006 sulla rivista Weekly Post di Shōgakukan e raccolta in 11 volumi tankōbon. Un ulteriore sequel, Soshite kozure ōkami: shikaku no ko (そして――子連れ狼 刺客の子?), realizzato sempre da Koike e Mori, è stato pubblicato da Koike Shoin, la casa editrice dell'autore, dal 2007 al 2010 per un totale di cinque albi.

### Edizioni estere
Un'edizione italiana di Lone Wolf and Cub è stata pubblicata da Panini Comics sotto l'etichetta Panet Manga da luglio 2003 a maggio 2008 nella collana Manga Sun. A questa ha fatto seguito una riedizione deluxe in 12 volumi dal formato maggiorato di 18,5x25 cm e con una impaginazione di circa 700 pagine cadauno, pubblicata sempre da Panini Comics dal 24 dicembre 2020 al 20 gennaio 2022.
Il manga è stato uno dei primi a essere importato per il mercato nordamericano, grazie all'impatto del film da esso tratto Shogun il giustiziere (1980) e del sostegno del fumettista Frank Miller. La casa editrice First Comics ne iniziò la pubblicazione nel 1987 come una serie mensile di 64-128 pagine, con copertine firmate da Miller. Sebbene le vendite fossero molto positive, la First Comics incontrò difficoltà finanziarie e chiuse i battenti nel 1991, lasciando la serie incompiuta. Dark Horse Comics ha in seguito pubblicato l'intero manga in inglese tra il 2000 e il 2002.
Nel 2002 una versione reimmaginata della saga, Lone Wolf 2100, è stata creata dallo scrittore Mike Kennedy e dal disegnatore Francisco Ruiz Velasco, con la partecipazione indiretta di Kazuo Koike. Si tratta di una revisione post-apocalittica, con marcate differenze rispetto all'originale: in essa Daisy Ogami, una bambina che rappresenta l'ultima speranza per la specie umana, e Itto, la sua guardia del corpo androide, cercano di fuggire dai loschi piani della corporazione Cygnat Owari.

### Volumi
| Nº | Giapponese 「Kanji」 - Rōmaji   | Data di prima pubblicazione | Data di prima pubblicazione |
| Nº | Giapponese 「Kanji」 - Rōmaji   | Giapponese                  | Italiano                    |
| 1  | 「鏤骨之章」 - Rukotsu no shō   | maggio 1972                 | 3 luglio 2003               |
| 2  | 「鬼哭之章」 - Kikoku no shō    | maggio 1972                 | 4 settembre 2003            |
| 3  | 「怨流之章」 - Onryū no shō     | giugno 1972                 | 6 novembre 2003             |
| 4  | 「鏖殺之章」 - Ōsatsu no shō    | luglio 1972                 | 8 gennaio 2004              |
| 5  | 「斬奸之章」 - Sankan no shō    | agosto 1972                 | 4 marzo 2004                |
| 6  | 「涙断之章」 - Ruidan no shō    | ottobre 1972                | 6 maggio 2004               |
| 7  | 「僵屍之章」 - Kyōshi no shō    | novembre 1972               | 1º luglio 2004              |
| 8  | 「愁刃之章」 - Shūjin no shō    | gennaio 1973                | 2 settembre 2004            |
| 9  | 「怒髪之章」 - Dohatsu no shō   | febbraio 1973               | 4 novembre 2004             |
| 10 | 「別離之章」 - Betsuri no shō   | aprile 1973                 | 8 gennaio 2005              |
| 11 | 「腥血之章」 - Seiketsu no shō  | giugno 1973                 | 10 marzo 2005               |
| 12 | 「逝水之章」 - Seisui no shō    | agosto 1973                 | 5 maggio 2005               |
| 13 | 「肺腑之章」 - Haifu no shō     | ottobre 1973                | 7 luglio 2005               |
| 14 | 「光芒之章」 - Kōbō no shō      | ottobre 1973                | 8 settembre 2005            |
| 15 | 「背水之章」 - Haisui no shō    | dicembre 1973               | 10 novembre 2005            |
| 16 | 「霜刃之章」 - Shūjin no shō    | gennaio 1974                | 12 gennaio 2006             |
| 17 | 「凛冽之章」 - Rinretsu no shō  | giugno 1974                 | 16 marzo 2006               |
| 18 | 「震慄之章」 - Shinritsu no shō | novembre 1974               | 11 maggio 2006              |
| 19 | 「虚空之章」 - Kokū no shō      | dicembre 1974               | 13 luglio 2006              |
| 20 | 「星辰之章」 - Seishin no shō   | gennaio 1975                | 12 ottobre 2006             |
| 21 | 「輪廻之章」 - Rinne no shō     | aprile 1975                 | 14 dicembre 2006            |
| 22 | 「蒼茫之章」 - Sōbō no shō      | giugno 1975                 | 15 febbraio 2007            |
| 23 | 「死活之章」 - Shikatsu no shō  | agosto 1975                 | 14 aprile 2007              |
| 24 | 「荊棘之章」 - Keikyoku no shō  | ottobre 1975                | 14 giugno 2007              |
| 25 | 「流涕之章」 - Ryūtei no shō    | gennaio 1976                | 9 agosto 2007               |
| 26 | 「白眉之章」 - Hakubi no shō    | febbraio 1976               | 22 novembre 2007            |
| 27 | 「乾坤之章」 - Kenkon no shō    | marzo 1976                  | 21 febbraio 2008            |
| 28 | 「余光之章」 - Yokō no shō      | maggio 1976                 | 22 maggio 2008              |

## Altri media

### Cinema
Lone Wolf and Cub ha ispirato una serie di sei film, interpretati da Tomisaburō Wakayama nel ruolo di Ogami Itto e Tomikawa Akihiro come Daigoro. I primi tre film, della regia di Kenji Misumi, sono stati pubblicati nel 1972 e prodotti da Shintarō Katsu, il fratello di Wakayama. I successivi tre, invece, furono prodotti dallo stesso Wakayama, diretti da Buichi Saito, Kenji Misumi e Yoshiyuki Kuroda, e distribuiti rispettivamente nel 1972, 1973 e 1974. Come il manga da cui sono tratti, i lungometraggi sono noti per l'elevata dose di violenza. In italiano è stato distribuito solo il secondo capitolo. Una versione per il mercato statunitense fu girata nel 1980 con il nome di Shogun il giustiziere, prendendo scene e dialoghi da due film della serie giapponese.
Nel 1993 la storia è stata ancora una volta ripresa in un film, Kozure ōkami: sono chīsaki te ni, per la regia di Akira Inoue e interpretato da Masakazu Tamura.

#### Lista degli adattamenti cinematografici
1. Kozure ōkami: kowokashi udekashi tsukamatsuru (子連れ狼 子を貸し腕貸しつかまつる?), 1972
2. Ogami il pericolo giallo (子連れ狼 三途の川の乳母車?, Kozure ōkami: sanzu no kawa no ubaguruma), 1972
3. Kozure ōkami: shinikazeni mukau ubaguruma (子連れ狼 死に風に向う乳母車?), 1972
4. Kozure ōkami: oya no kokoro ko no kokoro (子連れ狼 親の心子の心?), 1972
5. Kozure ōkami: meifumado (子連れ狼 冥府魔道?), 1973
6. Kozure ōkami: jigoku e ikuzo! Daigoro (子連れ狼 地獄へ行くぞ!大五郎?), 1974
7. Shogun il giustiziere (Shogun Assassin), 1980
8. Kozure ōkami: sono chīsaki te ni (子連れ狼 その小さき手に?), 1993

### Televisione
Il manga è stato adattato in due serie televisive live action. La prima, intitolata Samurai (子連れ狼?, Kozure ōkami), è stata prodotta da Union Motion Picture e Studio Ship e trasmessa in Giappone nel corso di tre stagioni dal 1973 al 1976 su Nippon Television. L'attore scelto per interpretare la parte di Ogami Itto è Kinnosuke Yorozuya.
Una seconda serie televisiva, intitolata sempre Kozure ōkami, è andata in onda dal 2002 al 2004 in Giappone su TV Asahi, con Kinya Kitaoji nel ruolo di Ogami Itto.

### Videogiochi
Nel 1987 è uscito un videogioco arcade del genere picchiaduro a scorrimento intitolato Kozure ōkami e prodotto da Nichibutsu. Il giocatore controlla Ogami Itto attraverso un esercito di assassini, mentre tiene Daigoro sulla schiena. Un potenziamento in forma di carrozzina gli permette di sconfiggere i suoi nemici con sfere di fuoco.

## Accoglienza
Lone Wolf and Cub ha contribuito a popolarizzare in Occidente l'immagine dei manga e delle storie epiche di samurai ambientate al tempo dello shogunato Tokugawa.
È considerato uno dei manga più influenti della storia e ha ispirato numerosi artisti e opere in patria e in Occidente, tra cui Frank Miller nei fumetti Daredevil e Ronin, Quentin Tarantino, il fumetto di Roberto Recchioni e Andrea Accardi Chanbara e la serie televisiva The Mandalorian.